# Rondon do Pará
Rondon do Pará este un oraș în Pará (PA), Brazilia.